# Eustazio Macrembolita
Eustazio Macrembolita o Macrembolite (in greco Εὐστάθιος Μακρεμβολίτης?, Eustáthios Makrembolítēs; in latino Eustathius Macrembolites; XII secolo, ... – ...; fl. XII secolo) è stato uno scrittore bizantino attivo nella seconda metà del XII secolo.
Talvolta è identificato con il suo contemporaneo Eumazio Macrembolita o Macrembolite (in greco Εὐμάθιος Μακρεμβολίτης?), che fu eparca di Costantinopoli.

## Biografia
Il suo titolo Protonobilissimus suggerisce che fosse una persona distinta e, se è corretta la notizia dei manoscritti secondo la quale fu il principale custode degli archivi ecclesiastici, doveva essere cristiano. 

## Opere

### Ismine e Isminia
Fu autore di un romanzo, La storia di Hysmine e Hysminias, scritto in undici libri in metro politico. Sebbene avesse preso in prestito da Omero e altri poeti attici, la fonte principale della sua fraseologia fu il retore Coricio di Gaza. Lo stile è notevole per l'assenza di iato e un uso faticoso dell'antitesi. Le divagazioni su opere d'arte, apparentemente il risultato di un'osservazione personale, sono considerate da alcuni studiosi la parte migliore dell'opera. Il romanzo ebbe un certo successo postumo, testimoniato anche dalla relativa ricchezza della sua tradizione manoscritta (più di quaranta manoscritti, contro i quattro a testa per i contemporanei romanzi Rodante e Dosicle, di Teodoro Prodromo, e Drosilla e Caricle, di Niceta Eugeniano, e lo stato frammentario in cui sopravvive l'Aristandro e Callitea di Costantino Manasse).
Il romanzo ebbe un'influenza successiva in relazione alla tradizione della storia di Apollonio di Tiro: la scena della tempesta in mare di Eustazio e dell'eroina offerta come sacrificio fu adattata nel libro 8 della Confessio Amantis di John Gower e, di in questo modo, formò una parte della trama del Pericle, Principe di Tiro di William Shakespeare (in particolare nell'atto III). 

### Enigmi
Una raccolta di undici Enigmi, le cui soluzioni sono state scritte dal grammatico Manuele Olobolo, è stata attribuita a sia a Eumazio Macrembolita che a Eustazio Macrembolita.

## Edizioni
- Lelio Carani, Gli amori d'Ismenio e d'Ismine di Eustazio. Libri XI, Firenze 1550; rist. in Collezione degli erotici greci tradotti in volgare, vol. IV/1, Pisa 1817: traduzione italiana volgare del romanzo.
- Philippe Le Bas in G. A. Hirschig, Ph. Le Bas, J. Lapaume, J.-Fr. Boissonade (edd.), Ἐρωτικῶν λόγων συγγράφεις. Erotici scriptores Graeci, Parisiis 1856: edizione critica con traduzione latina (attribuito a Eumazio).
- Rudolf Hercher (ed.), Ἐρωτικῶν λόγων συγγράφεις. Erotici scriptores Graeci, vol. II, Lipsiae 1859: edizione critica del romanzo.
- Isidor Hilberg (ed.), Eustathii Macrembolitae Protonobilissimi De Hysmines et Hysminiae amoribus libri XI, Vindobonae 1876: edizione del romanzo e degli indovinelli (comprese le soluzioni), con apparati e prolegomeni critici.[1]
- Maximilian Treu (ed.), Eustathii Macrembolitae quae feruntur aenigmata, Breslan 1893: edizione dei soli Enigmi.
- Karl Plepelits (a c. di), Eustathios Makrembolites. Hysmine und Hysminias, Stuttgart 1989: traduzione tedesca e commento del romanzo.
- Florence Meunier (ed.), Eumathios. Les amours homonymes. Roman, Paris 1991: traduzione francese del romanzo.
- Fabrizio Conca (a c. di), Il romanzo bizantino del XII secolo. Teodoro Prodromo – Niceta Eugeniano – Eustazio Macrembolita – Constantino Manasse, Torino 1994: traduzione italiana e commento.
- Miroslav Marcovich (†) (ed.), Eustathius Macrembolites. De Hysmines et Hysminiae Amoribus Libri XI, Muenchen - Leipzig 2001: edizione critica del romanzo.
- Four Byzantine Novels, translated with introductions and notes by Elizabeth Jeffreys, Liverpool 2012: traduzione inglese del romanzo.